# Superfly (banda)
Superfly es una banda japonesa de rock formada desde un principio por Kōichi Tabo y Shiho Ochi, pero ahora formada por esta última y en ocasiones Kōichi Tabo como miembro de apoyo. El nombre del grupo se puso en honor a la canción «Superfly» de Curtis Mayfield.
Influenciada muy fuertemente por la música de artistas como The Rolling Stones y Janis Joplin, Superfly ha estado haciendo música occidental de los años 60 y 70 populares en el Japón del siglo 21 a través tanto de su música como de la moda hippie.

## Miembros

### Miembros principales
- Shiho Ochi (越智志帆 Ochi Shiho?, 25 de febrero de 1984 (41 años)) Es la vocalista y compositora del grupo.

### Otros miembros
- Kōichi Tabo (多保孝一 Tabo Kōichi?, 11 de febrero de 1982 (43 años)) Es el guitarrista y compositor del grupo.

## Historia
Shiho Ochi (越智志帆 Ochi Shiho?) conoció a Kōichi Tabo (多保孝一 Tabo Kōichi?) en 2003 cuando ambos eran estudiantes de la Universidad de Matsuyama. Ellos eran miembros de un círculo de músicos que tocaban canciones de Finger 5 y The Rolling Stones.
La banda se formó en el año 2004, aunque no fue hasta el 2007 cuando sacaron su primer sencillo llamado «Hello Hello». Tras ello en el 2008 la banda lanza al mercado su primer álbum de estudio, Superfly, que se mantuvo durante dos semanas en el primer puesto. Su segundo álbum fue lanzado en el 2009 con el título de Box Emotions (Caja de emociones), superó las 700 000 copias vendidas.
Después de eso en ese mismo año hicieron un concierto en vivo, Budokan, del cual más tarde sacarían un DVD titulado Dancing at Budokan!!.

## Discografía
| 1. Superfly (14 de mayo de 2008) 2. Box Emotions (2 de septiembre de 2009) 3. Mind Travel (15 de junio de 2011) 4. Force (19 de septiembre de 2012) 5. Superfly BEST (25 de septiembre de 2013) 6. WHITE (27 de mayo de 2015) 1. Rock"N"Roll Show 2008 (1 de abril de 2009) 2. Dancing at Budokan!! (28 de abril de 2010) 3. Shout In The Rainbow!! (4 de abril de 2012) 4. Force～Document ＆ Live～ (3 de abril de 2013) 5. GIVE ME TEN!!!!! (13 de noviembre de 2013) | 1. «Hello Hello» (4 de abril de 2007) 2. «Manifesto» (1 de agosto de 2007) 3. «I Spy I Spy» (28 de noviembre de 2007) 4. «Ai o Komete Hanataba o» (27 de febrero de 2008) 5. «Hi-Five» (23 de abril de 2008) 6. «How Do I Survive?» (10 de septiembre de 2008) 7. «My Best of My Life» (13 de mayo de 2009) 8. «Alright!!» (3 de junio de 2009) 9. «Koisuru Hitomi wa Utsukushii» / «Yasashii Kimochi de» (29 de julio de 2009) 10. «Dancing On The Fire» (18 de noviembre de 2009) 11. «Wildflower & Cover Songs：Complete Best 'TRACK 3'» (1 de septiembre de 2010) 12. «Eyes On Me» (15 de diciembre de 2010) 13. «Beep!!» / «Sunshine Sunshine» (9 de marzo de 2011) 14. «Rollin' Days» (18 de marzo de 2011) 15. «Ah» (29 de junio de 2011) 16. «Ai o Kurae» (12 de octubre de 2011) 17. «STARS» (25 de julio de 2012) 18. «Kagayaku Tsuki no Yō ni» / «The Bird Without Wings» (15 de agosto de 2012) 19. «Force» (31 de octubre de 2012) 20. «Live» (14 de mayo de 2014) 21. «Ai o Karada ni Fukikonde» (19 de noviembre de 2014) 22. «White Light» (21 de enero de 2015) |